# Petrosimonia sibirica
Petrosimonia sibirica är en amarantväxtart som först beskrevs av Pall., och fick sitt nu gällande namn av Aleksandr Andrejevitj Bunge. Petrosimonia sibirica ingår i släktet Petrosimonia och familjen amarantväxter. Inga underarter finns listade i Catalogue of Life.